# عمر المقداد
 عمر المقداد  صحفي سوري ومخرج أفلام وثائقية، حاصل على شهادة في العلوم السياسية والعلاقات الدولية من جامعة دمشق، ويضم أكثر من تسع سنوات من الخبرة في الصحافة المرئية والسمعية والمكتوبة.

## حياته الشخصية
ولد عمر المقداد ونشأ في السعودية حيث كان يعمل والده في المنطقة الشرقية، وانتقل بعدها مع عائلته إلى سوريا في سن العاشرة من عمره حيث أكمل حياته ودراسته فيها. شغف بالقراءة والكتابة في سن مبكر وكانت له مشاركات في عدة صحف سورية محلية مما شجعه لاحقاً على تأسيس صحيفة المسبار، وهي صحيفة محلية خاصة مستقلة.
تعرض بسبب مقالاته اللاذعة للحكومة إلى مضايقات عدة من النظام السوري منذ بداية كتاباته وذلك بسبب انتقاداته الجريئة للأوضاع الاجتماعية والسياسية المحلية مما أدى إلى إغلاق صحيفته الخاصة وسجنه عدة مرات، كان آخرها أن تم اعتقاله وسجنه على إثرها سنتين متتاليتين. وبالرغم من انه دفع ثمن حرية التعبير عن رأيه بالاعتقال والسجن إلا أنه استمر في الكتابة بنفس الشأن بعد خروجه ولكن تحت اسم مستعار كان يختاره لنفسه في كل مرة.
شمل عمله بعدها تغطية الأحداث العربية والعالمية التي توالت على الشرق الأوسط وخاصة مع بداية الربيع العربي، وقام بتغطية الثورة السورية من منزله منذ بداياتها في بلدته درعا جنوب سوريا، وقد تعرضت حياته في حينها إلى المخاطر مما جعله يقدم على الهروب إلى مدن سورية عدة ومن ثم اللجوء إلى تركيا.

## مسيرته الإعلامية
استمر في تغطية أحداث الثورة السورية من تركيا كصحفي مستقل من خلال كتاباته ومشاركاته المرئية والمسموعة في صحف وشبكات إخبارية دولية وعالمية مختلفة مثل ال هيئة الإذاعة الوطنية وال سي إن إن، وكذلك على جميع وسائل التواصل الاجتماعية المتعددة على الإنترنت.
ما بين يناير من عام 2009 -2011 عمل كمعيد وباحث لغات في كلية اللاهوت في جامعة مرمرة إسطنبول، وفي أثناء إقامته في تركيا عمل كمراسل صحفي في مكتب شبكة الـ سي إن إن في إسطنبول، حيث قدم عدة تقارير مكتوبة ومرئية للشبكة باللغة العربية والإنجليزية وذلك ما بين يوليو 2011- 2012 إلى أن تم استقباله في الولايات المتحدة كلاجئ سياسي في منتصف عام 2012.
أقام في البداية بولاية أركنساس الأميركية الجنوبية لمدة ستة أشهر قبل أن ينتقل إلى العاصمة الأمريكية واشنطن حيث أنها كانت أقرب إلى نشاطه الصحفي. منذ وصوله إلى الولايات المتحدة الأمريكية كتب العديد من المقالات وعمل كصحفي مستقل في عدة صحف دولية مختلفة، مثل صحيفة "Morocco World News" حيث ساهم بكتابة عدة مقالات باللغة الإنجليزية على شبكتها على الإنترنت وتناول فيها مختلف المواضيع السياسية والعالمية.
كما ظهر كضيف ومحلل سياسي في العديد من الشبكات والقنوات الإخبارية العالمية مثل قناة "RT America" للتحدث والتحليل في الشأن السوري والحرب القائمة في سوريا.
عند انتقاله إلى واشنطن عمل في التلفزة كمراسل دولي من واشنطن وكمذيع إخباري على قناة الإخبارية السعودية، وقام بتغطية الانتخابات الرئاسية الأمريكية في أكتوبر من العام 2012، وانتقل في منتصف عام 2014 إلى العمل في مكتب تلفزيون الغد العربي من واشنطن كمراسل ومحرر تقارير أخبارية عالمية واستمر في العمل مع القناة حتى عام 2015.
منذ بداية عام 2014 شارك مقالات وتقارير عديدة مع صحيفة "The National" الإماراتية المطبوعة والصادرة باللغة الإنجليزية، وعمل كمراسل دولي فيها فيما بعد وتناول في مقالاته وتقاريره الحرب الأهلية والشأن السوري والعالمي وكان من أوائل من قدم تقارير عن اللاجئين السوريين ومخاطر رحلاتهم عبر البحر إلى أوروبا.

## أفلامه الوثائقية
في أواخر عام 2013 بدأ عمر المقداد بالعمل على أول أفلامه الوثائقية "The Islamic State Kidnapping Machine"، والذي تناول فيه بحث شامل وتحقيق في عمليات الخطف الممنهجة للصحفيين الأجانب في سوريا من قبل أعضاء الدولة الإسلامية. وقد أخذه فيلمه في رحلة طويلة شاقة إلى عدة دول أوروبية كألمانيا والسويد والنمسا ومنها إلى تركيا وحتى الحدود السورية التركية للبحث والاستقصاء عن الصحفيين المختطفين وعمليات خطفهم وحيثياتها. وفي أثناء بحثه وعمله على فيلمه انتقل للعمل كمحقق صحفي مع شبكة البي بي سي العالمية بي بي سي، وتم إنتاج فيلمه من خلال البي بي سي وعرض على تلفزيونها في شهر مايو 2015 	نص الصفحة.
في بداية عام 2016 بدأ بالعمل على فيلمه الوثائقي الثاني "Refugee For The Second Time" تناول فيه قضية اللجوء المعاد والمكرر لفلسطينيي سوريا وألقى الضوء فيه على قصص ابداعهم واستمرار عطائهم في بلاد اللجوء في أوروبا. وكان هذا العمل قد نُفذ أثناء عمله وانتسابه إلى كلية نورث ڤيرجينيا NOVA في مدينة الكساندريا وعمل في الكلية كمحرر ومدير قسم مشاريع التصوير الفوتوغرافية والإعلامية وكذلك خلال إكماله للدراسة فيها. وقد عرض فيلمه الوثائقي الثاني في مهرجان نوڤا للأفلام وحصل على جائزة أفضل فيلم وثائقي قصير.

## جوائز وتكريمات
- حائز على جائزة «جون بيكر لحقوق الإنسان» لإسهامه المؤثر في دعم قضايا اللاجئين والقضايا الإنسانية.
- حائز على جائزة «أفضل فيلم وثائقي» في مهرجان نوڤا عن فيلمه الأخير "Refugee For The Second Time"